# 嘉定城隍庙
嘉定城隍庙位于中国上海市嘉定区嘉定镇街道东大街314号，南隔街临练祁河，原为嘉定县邑庙，今为秋霞圃公园的一部分。

## 历史
嘉定城隍庙始建于南宋嘉定年间立县时，原在南大街富安坊，明洪武三年（1370）移建于县治东侧今址，后屡毁屡建，今主体建筑为光绪八年（1882）重建。自民国九年（1920）后长期作为校舍使用，1983年开始迁出学校并修复，现存东西井亭（位于公园南门外）、大殿和寝宫，大殿与寝宫以穿廊连接组成工字殿。其中大殿面阔五间，进深三间，重檐歇山顶，前有抱厦三间和月台，寝宫为单檐歇山顶，后有倒座（香阁）。原头门、头门内两侧班房和仪门（内侧有戏楼）已拆改不存。西侧的秋霞圃原为多座私家园林，清雍正四年（1726）后成为邑庙后园。

## 图集
- 南门及东西井亭
- 东井亭，两亭均呈正方形，边长2.60米，高3.10米
- 大殿前抱厦及前廊侧面
- 抱厦前廊柱头科斗栱
- 抱厦前廊平身科斗栱
- 抱厦前廊角科斗栱
- 大殿内景，原正门上悬光绪三十年（1904）嘉定知县李乐善书“威灵显赫”额
- 穿廊内景